# روبرت إدوارد كروزير لونغ
روبرت إدوارد كروزيّر لونغ (بالإنجليزية: Robert Edward Crozier Long)‏ هو صحفي وكاتب ومترجم أمريكي، ولد في 29 أكتوبر 1872، وتوفي في 18 أكتوبر 1938 في برلين في ألمانيا.